# Cot Jeunogong
Cot Jeunogong är en kulle i Indonesien.   Den ligger i provinsen Aceh, i den västra delen av landet, 1 800 km nordväst om huvudstaden Jakarta. Toppen på Cot Jeunogong är 109 meter över havet.
Terrängen runt Cot Jeunogong är varierad.Runt Cot Jeunogong är det tätbefolkat, med 276 invånare per kvadratkilometer. Närmaste större samhälle är Banda Aceh, 13,2 km norr om Cot Jeunogong. Omgivningarna runt Cot Jeunogong är en mosaik av jordbruksmark och naturlig växtlighet.